# Perizoma vireonaria
Perizoma vireonaria är en fjärilsart som beskrevs av J. Peter Maassen 1890. Perizoma vireonaria ingår i släktet Perizoma och familjen mätare. Inga underarter finns listade i Catalogue of Life.